# Éloyes
Éloyes je obec na východě Francie, v departementu Vosges, v regionu Grand Est. Leží 18 kilometrů od Épinalu.

## Jméno a znak obce
Pojmenování obce pochází ze starofrancouzského Ez loye - na břehu vody a odkazuje na řeku Moselu.
Tři orli ve znaku značí lotrinské vévodství, dub listnaté lesy na území obce a bárka s rybářem tradiční říční rybolov.

## Památky
- kostel Nanebevzetí Panny Marie
- dolmen Purifaing ve fossardském lese

## Vývoj počtu obyvatel
Počet obyvatel

## Vzdělávání
Obec má dvě mateřské školky, jednu základní školu a kolej Reného Cassina.